# Силантьева, Анастасия Сергеевна
Анастасия Сергеевна Силантьева (род. 27 августа 1998, Новокузнецк, Кемеровская область) — российская спортсменка, горнолыжница, чемпионка зимней Универсиады 2017 года в горнолыжной комбинации. Участница Олимпийских игр 2018 года в южнокорейском городе Пхенчхан. Член сборной команды страны.

## Биография
Родилась 27 августа 1998 года в городе Новокузнецк, Кемеровская область. На горных лыжах Анастасия катается с шестилетнего возраста. Выполнила норматив на звание мастера спорта России по горнолыжному спорту. Переехала и живёт в городе Дмитрове, Московской области.

## Спортивная карьера
В 2016 году начинающая спортсменка стала серебряным призером зимних юношеских Олимпийских игр в командной дисциплине параллельный слалом. В следующем 2017 году она уверенно одержала победу в суперкомбинации на Всемирной Универсиаде, которая проходила в Казахстане. В командном соревновании завоевала бронзовую медаль. 
29 декабря 2017 года дебютировала на этапе Кубка мира по горнолыжному спорту в австрийском Линце. 
Лыжница вошла в состав сборной России по горнолыжному спорту и приняла участие в XXIII зимних Олимпийских играх в Южной Корее.  